# Еріх Будер
Еріх Будер (нім. Erich Buder; 14 січня 1896, Франкфурт-на-Одері — 24 травня 1975, Ганновер) — німецький льотчик-ас, віцефельдфебель Імперської армії. Кавалер золотого хреста «За військові заслуги».

## Біографія
Учасник Першої світової війни. Почав військову службу у 84-й, пізніше був переведений в 26-ту винищувальну ескадрилью, у складі якої здобув 14 перемог, дві з яких перед кінцем війни йому не були зараховані. Закінчив війну льотчиком у 16-й бойовій ескадрильї одномісних літаків.

## Нагороди
- Залізний хрест 2-го і 1-го класу
- Золотий хрест «За військові заслуги» (2 листопада 1918)
- Почесний хрест ветерана війни з мечами